# Vicki Chase
Vicki Chase (ur. 6 lutego 1985 w Los Angeles) – amerykańska aktorka pornograficzna. 

## Życiorys

### Wczesne lata
Urodziła się w Los Angeles w Kalifornii. Dorastała w Boyle Heights, okolicy w Los Angeles, zamieszkiwanej głównie przez osoby pochodzenia meksykańskiego.
Do roku 2009 pracowała jako kasjerka w Chase Bank. Tam, podczas pracy, poznała aktora porno Erica Johna, za którego później wyszła za mąż. 

### Kariera
Druga część jej pseudonimu – Chase - została zapożyczona od nazwy banku, w którym pracowała. 
Jej debiut w branży porno odbył się 2 listopada 2009, gdy miała 24 lata. Pierwsza scena w produkcji Fucked Up Handjobs dla studia PornPros. Występowała też dla strony internetowej Hedicksuckers.com. W styczniu 2010 podpisała kontrakt z agencją LA Direct Models. 
W 2011 była nominowana do nagrody Virtual Award w kategorii „Gwiazda porno roku”. W 2013 otrzymała pierwszą nagrodę XRCO w kategorii „Niedoceniona Syrena roku”. 
W 2012 wzięła udział w scenie do serii Kink.com Bound Gang Bangs, gdzie miała pięciu partnerów i po raz pierwszy w swojej karierze miała podwójną penetrację analną i potrójną penetrację (podwójną pochwową i pojedynczą analną) z Dannym Mountainem, Karlo Karrerą, Jamesem Deenem, Ramónem Nomarem i Tonim Ribasem.
W 2014 ukazał się film Johnny’ego Darko Cheyz V for Vicki, który zdobył nagrodę Nightmoves Fan Awards i Adult Video News w kategorii „Najlepszy gwiazdorski pokaz”, a także był nominowany do Nightmoves w kategorii „Najlepsza cała realizacja”, XBiz Award i XRCO Award w kategorii „Najlepsza realizacja gonzo”.
W 2014 i 2016 była gościem specjalnym na targach erotycznych w Johannesburgu, w RPA. 
Pojawiła się też w serialu Niewolnica namiętności (Submission, 2016) jako Susannah. We wrześniu 2018 trafiła na okładkę magazynu „Primera Línea”. Jej ulubionymi wykonawcami stali się: Ramón Nomar, Johnny Castle, Nacho Vidal i Mick Blue.

## Życie prywatne
W styczniu 2010 poślubiła aktora porno Erica Johna podczas publicznej ceremonii na targach erotycznych AVN Award. W 2013 Chase powiedziała w wywiadzie, że jest w trakcie rozwodu. W wywiadzie dla SimLeaf.com opowiedziała, że regularnie stosuje konopie indyjskie. Ma tatuaż po lewej stronie tułowia, przedstawiający napis II-VI-VIII V (jej data urodzenia).

## Nagrody
| Rok  | Nagroda                    | Kategoria | Film                                                                                  | Inni wykonawcy |
| ---- | -------------------------- | --- | ------------------------------------------------------------------------------------- | --- |
| 2013 | Spank Bank Technical Award | Najlepsza w pozycji „na kowbojkę”                                                                            | –                                                                                     | – |
| 2013 | XRCO Award                 | Niedoceniona syrena roku                                                                                     | –                                                                                     | – |
| 2014 | XRCO Award                 | Niedoceniona syrena roku                                                                                     | –                                                                                     | – |
| 2014 | XRCO Award                 | Orgazmiczna oralistka roku                                                                                   | –                                                                                     | – |
| 2015 | AVN Award                  | Najlepsza scena seksu oralnego                                                                               | Let Me Suck You 6 (2014)                                                              | – |
| 2016 | Spank Bank Technical Award | Latynoska gwiazda roku                                                                                       | –                                                                                     | – |
| 2016 | Spank Bank Technical Award | Klasycznie wytrenowana tarta                                                                                 | –                                                                                     | – |
| 2016 | Spank Bank Award           | Diva podwójnej penetracji roku                                                                               | –                                                                                     | – |
| 2016 | XRCO Award                 | Orgazmiczna oralistka roku                                                                                   | –                                                                                     | – |
| 2017 | Spank Bank Technical Award | Latynoska gwiazda roku                                                                                       | –                                                                                     | – |
| 2018 | Spank Bank Award           | Latynoska gwiazda roku                                                                                       | –                                                                                     | – |
| 2018 | Spank Bank Technical Award | Ulubiona gwiazda wszystkich                                                                                  | –                                                                                     | – |
| 2019 | AVN Award                  | Najlepsza scena seksu grupowego                                                                              | After Dark (2018)                                                                     | Tori Black, Jessa Rhodes, Mia Malkova, Kira Noir, Ana Foxxx, Angela White, Abella Danger, Bambino, Mick Blue, Ryan Driller, Alex Jones i Ricky Johnson                                                                     |
| 2019 | XRCO Award                 | Orgazmiczna oralistka roku                                                                                   | –                                                                                     | – |
| 2020 | Spank Bank Award           | Wspaniała Mamacita                                                                                           | –                                                                                     | – |
| 2021 | AVN Award                  | Przedsięwzięcie roku głównego nurtu udział w teledyskach rapera G-Eazy - „Still Be Friends” / „Moana” (2020) | –                                                                                     | – |
| 2021 | XRCO Award                 | Orgazmiczna oralistka roku                                                                                   | –                                                                                     | – |
| 2023 | AVN Award                  | Najlepsza scena w czwórkę/scena orgii                                                                        | High Gear: Blacked Raw V56 (2022)                                                     | Violet Myers, Vic Marie, Vanna Bardot, Nicole Doshi, Savannah Bond, Anton Harden, Richard Mann, Isiah Maxwell, Jonathan Jordan, Brickzilla, Garland, Jamie Knoxx, Jay Hefner, John Legendary, Tyrone Love, Stretch i Zaddy |
| 2023 | XBIZ Award                 | Najlepsza scena seksu — winieta                                                                              | High Gear: Blacked Raw V56 (2022)                                                     | Violet Myers, Vic Marie, Vanna Bardot, Nicole Doshi, Savannah Bond, Anton Harden, Richard Mann, Isiah Maxwell, Jonathan Jordan, Brickzilla, Garland, Jamie Knoxx, Jay Hefner, John Legendary, Tyrone Love, Stretch i Zaddy |
| 2023 | XRCO Award                 | Wspaniały analityk                                                                                           | –                                                                                     | – |
| 2023 | Fleshbot Award             | Legacy Award                                                                                                 | –                                                                                     | – |
| 2024 | XBIZ Award                 | Najlepsza scena seksu – winieta                                                                              | Mouths of Babes (2023)                                                                | Dan Damage, Alex Jones i Richard Mann |
| 2024 | AVN Award                  | Najlepsza scena z blowbangiem                                                                                | Up to and Including Her Limits 3: Mouths of Babes Part 1 (2023)                       | Daniel James, Oliver Flynn, Milan, Jay Myers, Brickzilla, Anton Harden, Dwayne Foxxx i Apollo Banks |
| 2024 | AVN Award                  | Mainstreamowe przedsięwzięcie roku                                                                           | film krótkometrażowy Wszystko na swoim miejscu (Everything in Its Right Place”, 2023) | – |
| 2024 | Urban X Award              | Hall of Fame (Aleja Sław)                                                                                    | –                                                                                     | – |
| 2024 | XRCO Award                 | Świetna analityczka                                                                                          | –                                                                                     | – |
| 2024 | Exxxotica Fan Choice Award | Spragniona dziewczyna                                                                                        | –                                                                                     | – |